# Mesdames de la Halle
Mesdames de la Halle (título original en francés; en español, Señoras de la Halle) es una opérette bouffe en un acto con música de Jacques Offenbach y libreto en francés de Armand Lapointe. Se estrenó en el Théâtre des Bouffes Parisiens, París el 3 de marzo de 1858. y fue la primera obra de Offenbach en los Bouffes con un coro y un gran reparto. Gänzl describe la pieza como "una deliciosa pieza de bouffonerie parisina".

## Historia
"Bouffes on tour" representó Mesdames de la Halle en Viena con Lucille Tostée como Croûte-au-pot, luego en Budapest, donde le siguió pronto una versión en húngaro. Se estrenó en Berlín en 1858, Bruselas en 1860, y Montecarlo en 1908. También producido en el Théâtre des Arts el 3 de abril de 1913, dirigida por Gabriel Grovlez y con un reparto que incluía a Lucy Vauthrin, Marcelle Devries y Maurice Lamy. Fue montada en la Opéra-Comique de París el 4 de mayo de 1940 con René Hérent, Lillie Grandval y Roger Bourdin, dirigidos por Gustave Cloez.
En las estadísticas de Operabase aparece con sólo una representación en el período 2005-2010. 